# Pavillon de Henri IV
Le pavillon de Henri IV est un pavillon situé à Nogent-sur-Seine, en France.

## Localisation
Le pavillon est situé sur la commune de Nogent-sur-Seine, dans le département français de l'Aube.

## Historique
L'édifice est classé au titre des monuments historiques en 1932.